# Cinachyra
Cinachyra är ett släkte av svampdjur. Cinachyra ingår i familjen Tetillidae.
Kladogram enligt Catalogue of Life:
| Cinachyra | \| \| Cinachyra antarctica \| \| \| \| \| \| Cinachyra barbata \| \| \| \| \| \| Cinachyra helena \| \| \| \| |
|           | \| \| Cinachyra antarctica \| \| \| \| \| \| Cinachyra barbata \| \| \| \| \| \| Cinachyra helena \| \| \| \| |
|           | Acanthotetilla                                                                                                |
|           | |
|           | Amphitethya                                                                                                   |
|           | |
|           | Antarctotetilla                                                                                               |
|           | |
|           | Cinachyrella                                                                                                  |
|           | |
|           | Craniella |
|           | |
|           | Fangophilina                                                                                                  |
|           | |
|           | Paratetilla                                                                                                   |
|           | |
|           | Tetilla |
|           | |
|           | Cinachyra antarctica                                                                                          |
|           | |
|           | Cinachyra barbata                                                                                             |
|           | |
|           | Cinachyra helena                                                                                              |
|           | |

|  | Cinachyra antarctica |
|  |                      |
|  | Cinachyra barbata    |
|  |                      |
|  | Cinachyra helena     |
|  |                      |

## Bildgalleri

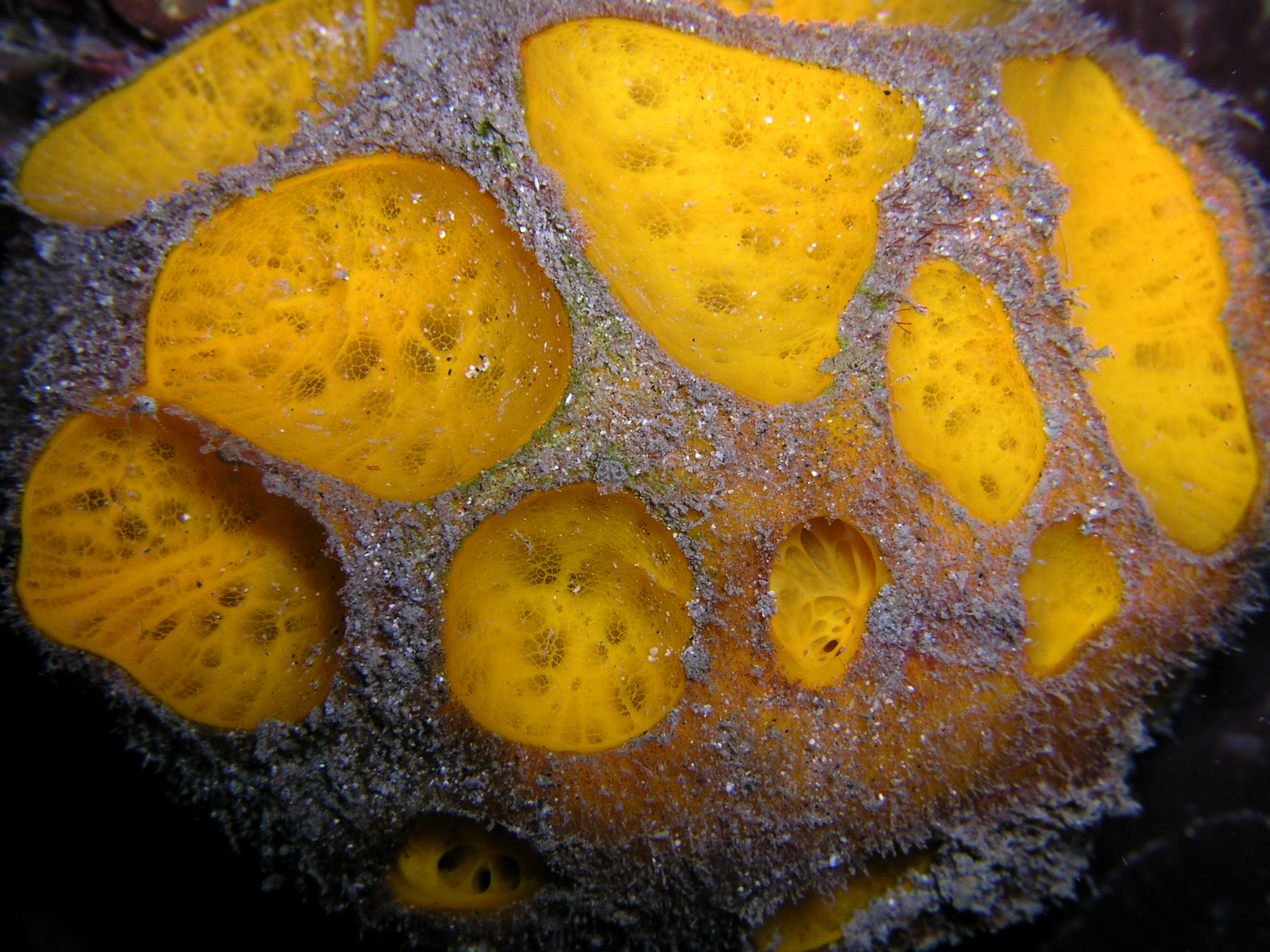